# 排気量

排気量

排気量（はいきりょう、英: displacement）とは、基本的には、内燃機関で気筒内のピストンが一番下の位置から一番上の位置まで移動するときに排出される気体の、概念上の体積。単位は、正式には通常立方センチメートル (cm³) であるが、世界の多くの地域で日常的には「cc」（シーシー）が用いられ、慣習的にリットル（L）を用いる場合もあり、アメリカなどでは立方インチを使用するケースもある。エンジンの性能指標のひとつとして使われる。
排気量とはいうが、実際に排出される気体の物理的な体積で計測しているのではなく、後述する通り、「行程容積」とシリンダー（気筒）数との積で概念的に算出しており、表現としては一般的ではないが「総気筒容量」のことである。燃焼室の容量は加味しない。したがって当然のことながら、実際の物理的な排気の体積量は、行程容積とシリンダー（気筒）数との積を上回る。
一般には排気量が大きくなるにしたがって、単位時間あたりの燃焼する燃料が多くなるため、エンジンのトルクおよび出力は増加する傾向にあり、反対に燃費は悪化する傾向がある。ただし、エンジン設計の巧拙の差、機械損失（主に摩擦）やパワーバンドにもより、小排気量エンジンが必ずしも低燃費であるわけではない。

## 概説
エンジンのシリンダー内でピストンが上下する範囲の体積を行程容積といい、この値とシリンダー（気筒）数との積が総排気量となる。内径 (ボア) をd (mm)、行程 (ストローク→ピストンが動く距離) をS (mm)、気筒数をNとした場合、エンジンの総排気量Dは次式で表される。
{\displaystyle D={\frac {d^{2}\pi SN}{4000}}}（cc表記）
{\displaystyle D={\frac {d^{2}\pi SN}{4000000}}}（リットル表記）
例：ホンダ・CB1300スーパーフォア (SC54)、内径78.0 mm、行程67.2 mm、4気筒、の場合（πを3.14として計算）
{\displaystyle D={\frac {78.0\times 78.0\times 3.14\times 67.2\times 4}{4000}}=1283.772672cc}
もしくは
D=内径の半径 (cm)×内径の半径 (cm)×3.14×行程 (cm)×気筒数
で求めることもできる。
D=3.9 cm×3.9 cm×3.14×6.72 cm×4=1283.772672 cc
内径の直径から総排気量を求める場合は、直径の2分の1を2度乗算することとなるため、円周率3.14を予め4分の1とした値「0.785」を用いて計算することができる。
D=0.785×内径の直径 (cm)×内径の直径 (cm)×行程 (cm)×気筒数

## 排気量の用途
自動車の法規上の区分
エンジンの排気量を基準として、自動車を区分したり、一部の道路で走行可能な車両を制限するために使われることがある。
例えば日本では道路交通法上、オートバイを、寸法や重量ではなく、排気量によって
原動機付自転車（50cc以下）・小型自動二輪車（125cc以下）・普通自動二輪車（400cc以下）・大型自動二輪車（400cc超）に区分している。
例えば、イタリアの高速道路アウトストラーダでは走行できる車両を150cc以上としており、日本でも同様である。
車両のカテゴリ名
世界で「リッターカー」「リッターバイク」 (1000 cc) 、日本で「ナナハン」 (750 cc) のように、同じ排気量のものが商業上の同一カテゴリーとして扱われることがある。
「リッターカー」は欧米で1000 ccで法規上の区分がされている国が多いことが影響しており、「ナナハン」は日本では1976年から1980年代にかけてオートバイメーカー業界の自主規制により750 ccが日本国内では最大排気量とされていたことで生まれた商品カテゴリ名であり、その自主規制が廃止された現在もその名残りが残っている。
自動車のモデル名
排気量は自動車のモデル名として使われることがある。たとえばBMWの1961年発表の「（BMW）1500」は排気量が1500 ccのモデル、1963年–1968年の「（BMW) 1800」は排気量が1800 ccのモデルである。富士重工業の1958年のスバル・360も排気量がそのままモデル名となっていた。
排気量の概数をとりさらに末尾のゼロを除去してモデル名として使うこともある。アメリカのかつてのマッスルカーでこの命名法がしばしば使われていた。たとえばフォードのマスタングBossシリーズでは「302」や「429」、シボレーのChevelle SSシリーズでは「396」や「454」と命名された。最近のモデルでは、トヨタのLexus LS 400は排気量3,968 ccである。